# Parafia św. Anny w Łodzi
Parafia pw. św. Anny w Łodzi

## Kościół parafialny
Kamień węgielny poświęcił 24 maja 1904 roku arcybiskup Wincenty Teofil Popiel. Budowę zakończono w 1905 roku. Kościół został poświęcony 10 grudnia 1905 roku przez księdza Karola Szmidla, a parafię erygował 29 grudnia 1909 roku arcybiskup metropolita warszawski Wincenty Teofil Popiel-Chościak.
Kamień węgielny pod kościół poświęcił 24 maja 1904 r. abp Wincenty Teofil Chościak-Popiel. Właściciel młyna parowego i cegielni, Józef Meisner, ofiarował plac pod budowę kościoła, a także cegły i wapno.  Plany i kosztorys sporządził inż. Paweł Rübensahm. Edward i Matylda Herbstowie ofiarowali na budowę kościoła sumę 20 tys. rubli. Pokryli też koszty budowy wieży, 3 dzwonów, zegara wieżowego, schodów na chór oraz posadzki mozaikowej w kościele. Powstała świątynia  w stylu neoromańskim, jednonawowa, o powierzchni 640 m², zbudowana z cegły prasówki. Nawa zakończona pięciobocznym prezbiterium, do którego obecnie przylegają dwie zakrystie z chórami nad nimi. Główne wejście z przedsionkiem od strony zachodniej i dwa wejścia boczne z mniejszymi przedsionkami – od strony południowej i północnej, wieża o wysokości 26 m pokryta blachą miedzianą.

## Proboszczowie
- ks. Wacław Wyrzykowski 1910–1917
- ks. Piotr Nowakowski 1917–1921
- ks. Jan Krajewski 1921–1932
- ks. Ferdynand Jacobi 1932–1941
- ks. Józef Dzioba 1945–1950
- ks. Czesław Ochnicki 1950–1954
- ks. Rudolf Weiser 1954–1962
- ks. Antoni Kaczewiak 1962–1982
- ks. Tadeusz Grzegołowski 1982–1990
- ks. Eugeniusz Szewc 1990–2009
- ks. kan. Piotr Turek (ur. 1962), mianowany 23 sierpnia 2009